# Sapphire of Istanbul
Sapphire of Istanbul (kurz Istanbul Sapphire oder Sapphire) ist ein Wolkenkratzer in der türkischen Metropole Istanbul. Er liegt im Geschäftsviertel Levent und ist mit 66 Stockwerken und einer Gesamthöhe von 261 Metern eines der höchsten Gebäude der Türkei. Der Auftraggeber ist die Kiler Holding. Im Gebäudekomplex gibt es Luxuswohnungen, einen Freizeitbereich mit Golfplatz in 165 m Höhe und Blick auf den Bosporus, eine Aussichtsplattform für Besucher und ein 34.000 m² großes Einkaufszentrum. Es ist das erste ökologisch gebaute Hochhaus und das umweltfreundlichste gewerblich genutzte Gebäude in der Türkei. Es ist mit modernster Technik ausgestattet. Die Doppelfassadenkonstruktion alleine soll 30–35 % Energie einsparen. In jeder dritten Etage war ein sogenannter vertikaler Garten angelegt. Diese Gärten wurden mittlerweile allerdings wieder entfernt.

## Bilder

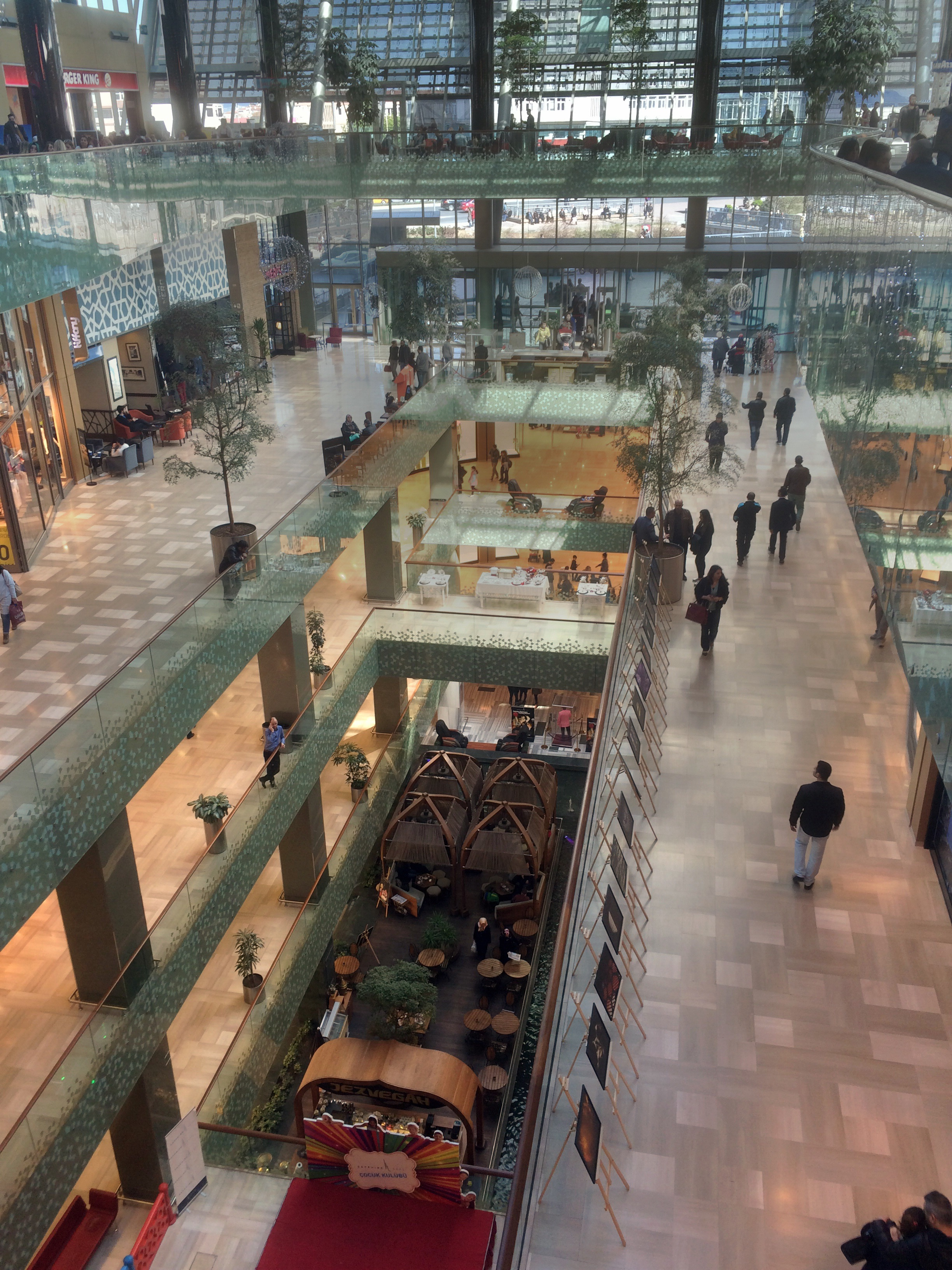
Blick ins Einkaufszentrum
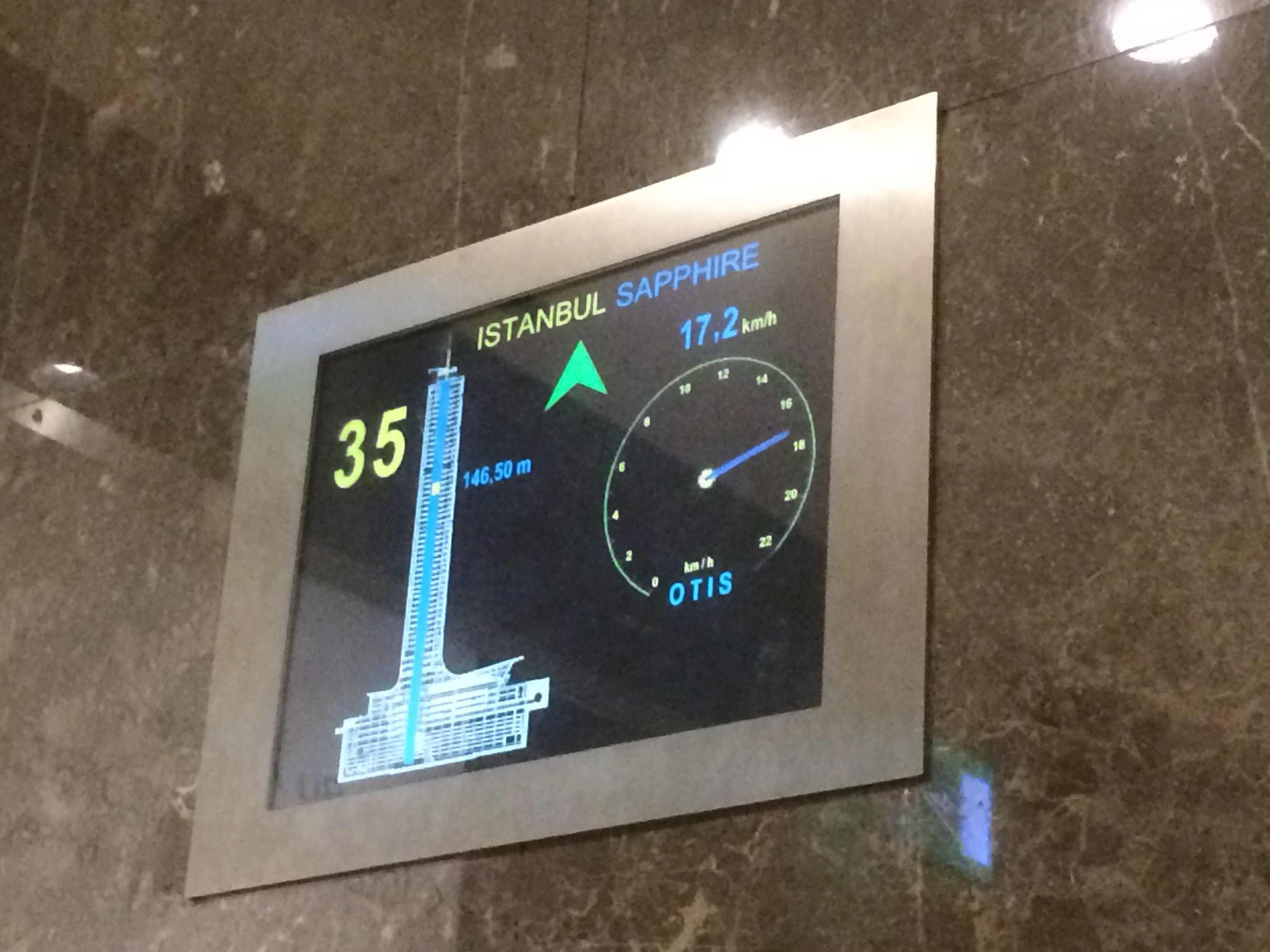
Aufzug für Besucher zur Aussichtsplattform
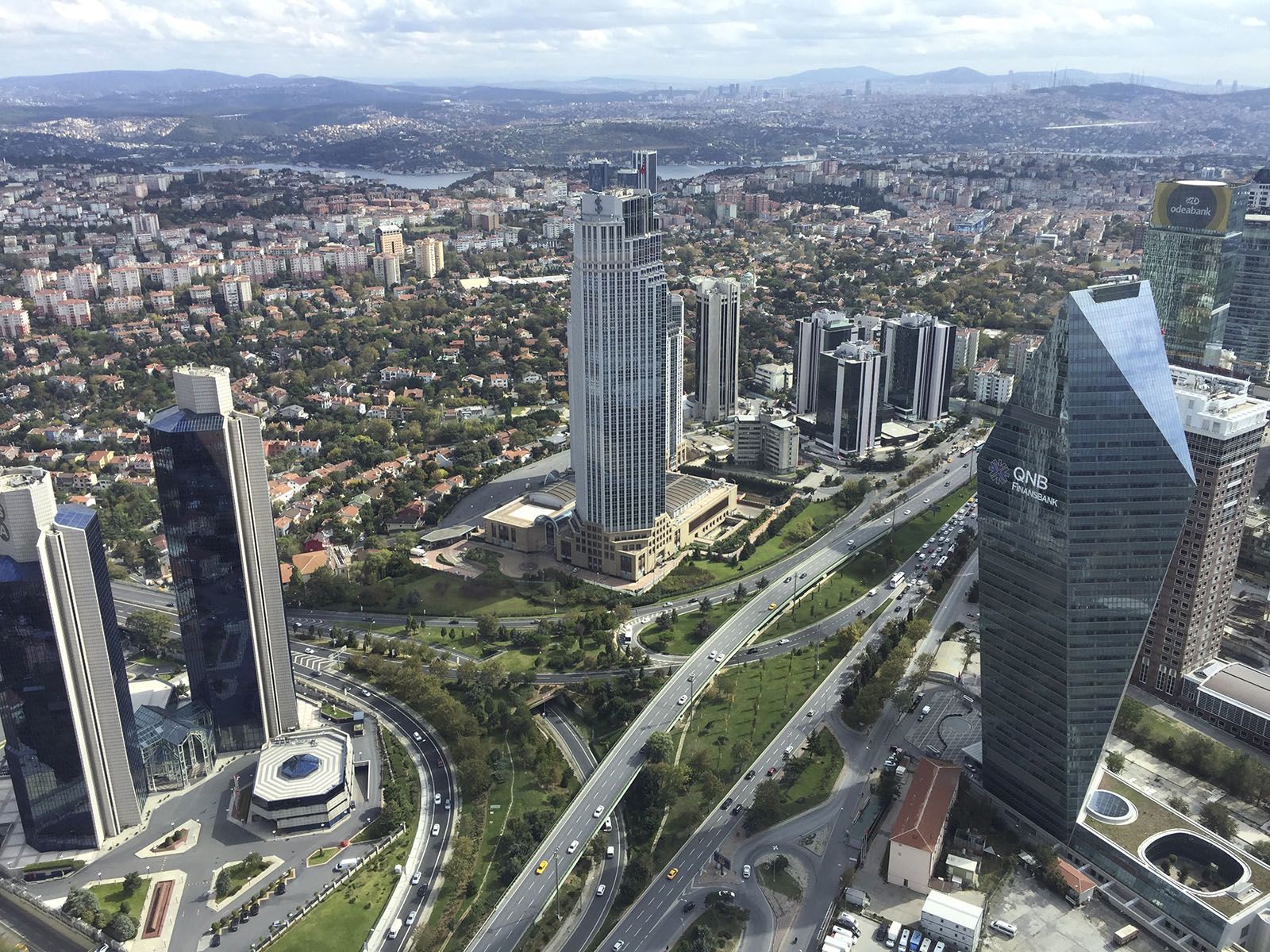
Blick von der Aussichtsplattform am Tag. Zu sehen sind die Gebäude der Türkiye İş Bankası, Yapı ve Kredi Bankası und der QNB Finansbank
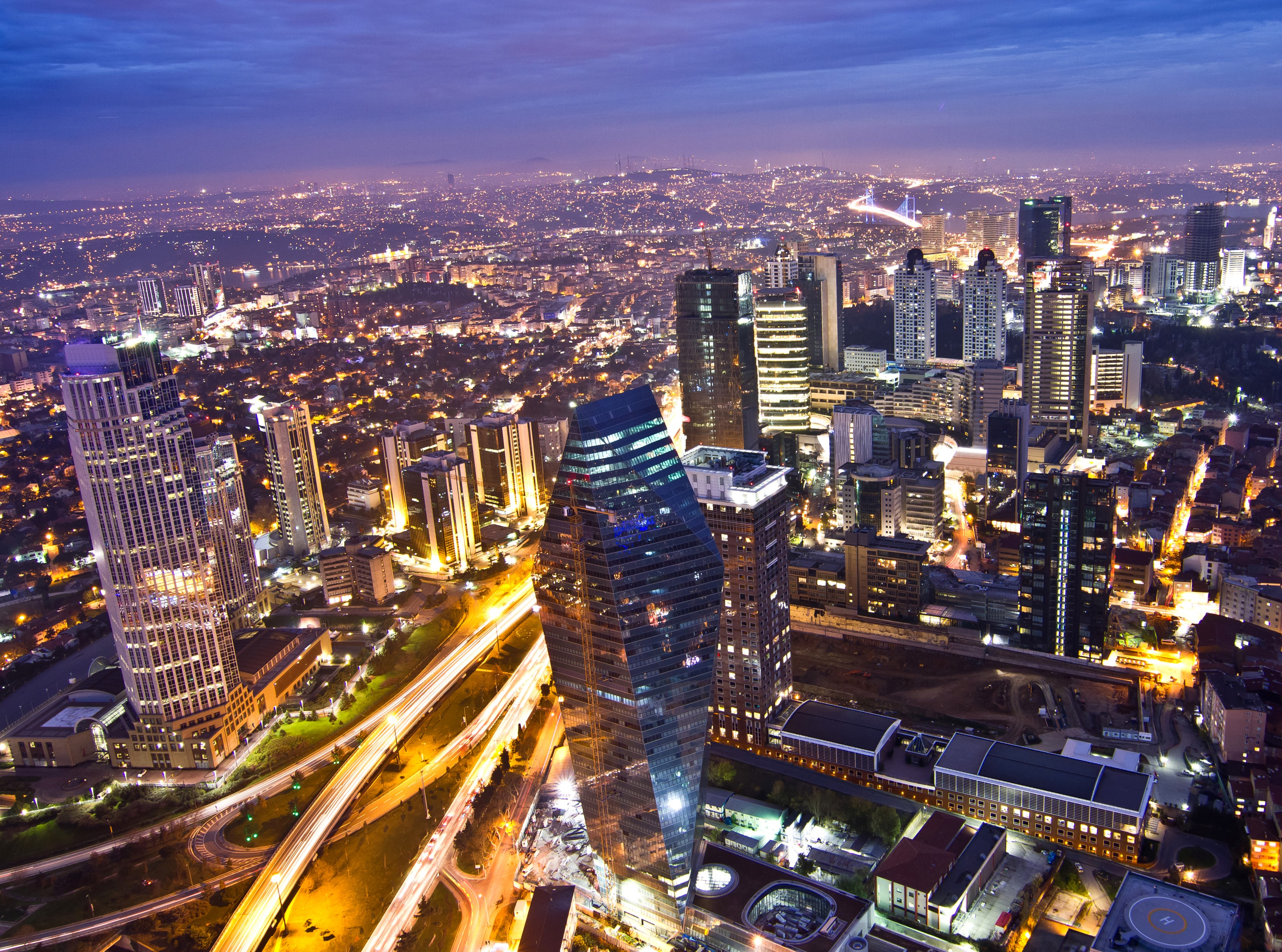
Blick von der Aussichtsplattform in der Nacht